# Buellia inturgescens
Buellia inturgescens är en lavart som beskrevs av Müll. Arg. 1892. Buellia inturgescens ingår i släktet Buellia och familjen Caliciaceae.   Inga underarter finns listade i Catalogue of Life.